# Dendronephthya folifera
Dendronephthya folifera är en korallart som beskrevs av Pütter 1900. Dendronephthya folifera ingår i släktet Dendronephthya och familjen Nephtheidae. Inga underarter finns listade i Catalogue of Life.